# The Politician
The Politician ist eine US-amerikanische Fernsehserie, die am 27. September 2019 auf dem Video-on-Demand-Anbieter Netflix ihre Premiere feierte. Sie wurde von Ryan Murphy, Brad Falchuk und Ian Brennan erdacht, die zusammen bereits an den Serien Glee und Scream Queens arbeiteten. Sie handelt von Payton Hobart, einem Schüler, der eine politische Karriere anstrebt und US-Präsident werden will, weswegen er sich in der ersten Staffel um das Amt des Schülersprechers bewirbt, um erste Erfahrungen in der Politik zu sammeln.
Die zweite Staffel, deren Dreharbeiten im November 2019 starteten, erschien am 19. Juni 2020. Laut Ryan Murphy sei auch eine dritte und letzte Staffel geplant, allerdings werde diese wahrscheinlich erst in ein paar Jahren produziert, wenn der Hauptdarsteller Ben Platt etwas älter sei, um glaubhaft einen potentiellen Kandidaten für das Präsidenten-Amt darstellen zu können.

## Handlung
Payton Hobart stammt aus einer wohlhabenden Adoptivfamilie. Mit seinen Eltern Keaton und Georgina sowie seinen Brüdern Martin und Luther wohnt er in Santa Barbara. Er ist einer der besten Schüler an der High School Saint Sebastian und will dort in seinem letzten Schuljahr Schülersprecher werden, da er sich so auf das Amt des US-Präsidenten, das er später einmal bekleiden möchte, vorbereiten will. Als Running Mate, also Stellvertreter, sucht er sich die etwas naive Infinity Jackson aus.
Payton hat vor allem mit Astrid Sloan, seiner Mitstreiterin, und Infinitys Großmutter Dusty zu kämpfen. Beide wollen unter allen Umständen verhindern, dass Payton die Wahl gewinnt, letztere schreckt dabei auch nicht vor Gewaltanwendung zurück. Zudem nimmt sich Paytons Mitstreiter und einstiger Liebhaber River Barkley in der ersten Folge das Leben, was Payton schwer trifft. Ricardo, Infinitys Freund, sieht ihr Engagement für Payton nicht gerne, weswegen er Payton nach dem Leben trachtet.
Auch in seinem Privatleben wird Payton mit Problemen konfrontiert: Seine Adoptivbrüder Martin und Luther sowie sein Adoptiv-Vater Keaton mögen ihn nicht sehr. Erstere schikanieren ihn ständig, während zweiterer keinen Hehl daraus macht, dass er seine leiblichen Söhne gegenüber Payton bevorzugt. Seine Adoptivmutter Georgina liebt Payton dafür innig, allerdings ist ihre Ehe durch die vielen Affären belastet, die Georgina sowohl mit Männern als auch Frauen hat.

## Figuren
- Payton Hobart ist der Protagonist der Serie. Da er seit frühester Kindheit das Präsidentenamt der Vereinigten Staaten anstrebt, will er in seinem letzten Schuljahr an der High School erste Erfahrungen in der Politik sammeln, indem er sich für das Amt des Schülersprechers bewirbt. Er ist hochintelligent und besitzt mit einem GPA von 4,3 einer der besten Notendurchschnitte an der Schule. Er ist äußerst ehrgeizig, will aber eigentlich nur Bestätigung, die er zuhause nicht erhält. Seine Adoptivbrüder Martin und Luther ärgern ihn ständig mit der Tatsache, dass er adoptiert wurde, sein Adoptivvater Keaton ist ebenfalls nicht besonders von ihm angetan, lediglich seine Adoptivmutter Georgina liebt Payton und schenkt ihm Zuneigung, weswegen Payton keinerlei Bemühungen anstrebt, seine leibliche Mutter ausfindig zu machen. Am Anfang der Serie verübt sein Konkurrent und ehemaliger Liebhaber River Barkley Suizid, worauf Payton vollkommen bestürzt reagiert. Payton ist zwar in seinem Wahlkampf gerissen und pragmatisch, allerdings würde er nie betrügen, um sein Ziel zu erreichen. Obwohl Payton oft ohne Rücksicht auf die Gefühle anderer handelt, hat er eigentlich ein gutes Herz, befürchtet manchmal, durch seinen Ehrgeiz böse zu werden, und kann durchaus Reue für seine Taten zeigen. Als sich seine Rivalin Astrid Sloan aus dem Wahlkampf zurückzieht, wird Payton automatisch Schülersprecher. Später werden einige fragwürdige Methoden in seinem Wahlkampf öffentlich, was seinen Ruf so schwer schädigt, dass er zurücktreten muss. Zudem erleidet er eine Schussverletzung durch ein Luftgewehr und fällt aufgrund einer Sepsis ins Koma, wo er von River träumt. Keaton enterbt ihn und Georgina, er verliert obendrein seinen Studienplatz an der Harvard University. Aus diesem Grund zieht er alleine und ohne Geld nach New York, wo er dem Alkohol verfällt. Nach drei Jahren trifft er auf seine alten Weggefährten, die ihn wieder aufbauen, weshalb er beschließt, für den Senat von New York zu kandidieren. Payton hat zudem eine Vorliebe für Schach, das er sowohl in Santa Barbara als auch während seiner Zeit in New York im Central Park spielt.
- Infinity Jackson wuchs bei ihrer Großmutter Dusty auf, da ihre Mutter bereits starb, als sie noch klein war, über den Verbleib ihres Vaters ist nichts bekannt bis auf die Tatsache, dass er und ihre Mutter noch Jugendliche waren, als Infinity geboren wurde. Infinity leidet laut eigener Aussage an Krebs und macht zurzeit eine Chemotherapie. Allerdings ist sie gar nicht krank, sondern wird von Dusty mit Medikamenten vergiftet. Diese beziehungsweise ihre Abschottung durch ihre Großmutter scheinen ihre mentale Entwicklung beeinträchtigt zu haben, da Infinity für ihr Alter recht naiv und kindisch handelt. So behauptet Dusty, dass sie den Intelligenzquotienten einer Fünfjährigen habe, zudem will Infinity in Paris leben, um die Ratten aus Ratatouille in ihrem Restaurant zu sehen. Als Infinity herausfindet, dass Dusty wahrscheinlich für den Tod ihrer Mutter verantwortlich ist, erpresst sie sie mit ihrem Verdacht, sodass diese gezwungen ist, Infinity endlich ein selbstbestimmtes Leben führen zu lassen. Infinity ist energiegeladen, etwas sonderbar und im Gegensatz zu vielen ihrer Mitschülerinnen nett und freundlich, kann aber auch manipulativ sein, wenn es notwendig ist. Zudem lispelt sie ein wenig und hat eine eher schwache Stimme. Infinity hat neben Ricardo einen weiteren Verehrer, ihren Mitschüler Andrew Cashman. Dieser leidet unter infantiler Zerebralparese, konsumiert ständig Marihuana und äußert sich bis auf Infinity gegenüber jedem seiner Mitmenschen abfällig. Er ist wie Ricardo auch von Infinity besessen und erzählt der Direktorin, dass Infinity nicht wirklich krank ist. Ihm wird aber keinerlei Glauben geschenkt, weswegen er nachsitzen muss.
- Astrid Sloan ist zunächst Rivers Freundin. Als er stirbt, kandidiert sie für das Amt der Schülersprecherin, um so die Erinnerung an ihn zu wahren. Sie war es auch, die ihn dazu gebracht hat, sich als Schülersprecher zu bewerben. Sie schreckt zwar nicht vor manipulativen und hinterhältigen Methoden zurück, um die Wahl für sich zu entscheiden. Beispielsweise verkündet sie in der Schule, dass Payton (den sie in der zweiten Klasse als Schwuchtel bezeichnet hatte) homosexuell sei, was jedoch weder wahr ist noch den gewünschten Erfolg mit sich bringt. Allerdings wird ihr die Wahl im Laufe der Staffel immer unwichtiger, da es ihr bei sich zu Hause nicht sehr gut geht. Sie stammt zwar aus einem reichen Elternhaus, fühlt sich aber einsam, da sie kaum Freunde hat. Sie hasst auch ihre Eltern Theo und LisBeth, die zueinander kein gutes Verhältnis haben. Sie kritisiert zwar ihren Vater für seine Oberflächlichkeit, extrem hohe Erwartungen an sie und Verachtung gegenüber ihr, was diesen aber kaltlässt. Sie flüchtet zusammen mit Infinitys Freund Ricardo für einige Tage nach New York, wird allerdings wieder nach Hause zurückgebracht. LisBeth, die drogenabhängig ist und früher eine Escort-Dame war, kritisiert Astrid für ihr Verschwinden und interessiert sich nicht für ihre Gefühle. Astrid zeigt Theo schließlich wegen Betrugs beim FBI an, er lobt sie dafür, was sie beschämt zurücklässt. Am Ende der Staffel geht sie erneut nach New York und unterstützt ihren einstigen Konkurrenten Payton bei seiner Kampagne für den New Yorker Stadtsenat.
- Keaton Hobart weiß von Georginas vielen Affären und der Tatsache, dass sie ihn eigentlich gar nicht liebt. Obwohl es um ihre Ehe schlecht steht, will er, dass sie wenigstens so tut, als ob ihre Verbindung glücklich wäre. Als Georgina schließlich doch die Scheidung will, springt er vor Verzweiflung aus dem Fenster, überlebt aber. Er droht Georgina damit, sie und Payton zu enterben, falls sie erneut eine Affäre oder sich von ihm trennt. Keaton hat eine nicht besonders hohe Meinung von Payton und bevorzugt offen seine Söhne Martin und Luther, bis diese ihn ersticken wollen, als er im Krankenhaus liegt, um so alleinige Erben seines Vermögens zu werden.
- River Barkley ist zunächst Paytons einziger Konkurrent bei der Wahl zum Schülersprecher. Er unterrichtet Payton auch in Mandarin, er beherrscht die Sprache, da er bis zu seinem zehnten Lebensjahr in China gelebt hat. Zudem hatte er mit Payton einmal eine sexuelle Beziehung und ist in der Gegenwart mit Astrid zusammen. In der ersten Folge erschießt er sich vor Paytons Augen, zumal er sich schon im Vorjahr das Leben nehmen wollte. Rivers Tod trifft Payton schwer, er erinnert sich oft in Rückblenden an ihn. Rivers Geist erscheint ihm auch in Träumen und fungiert als sein Gewissen, indem er ihn anregt, moralisch und gewissenhaft zu handeln. Als Payton im Koma liegt und von River träumt, erzählt dieser ihm, dass er oft niedergeschlagen war und in seinem Leben mehr Schlechtes als Gutes erlebt hat, allerdings ist nicht klar, ob tatsächlich Depressionen die Ursache für Rivers Suizid waren.
- Alice Charles ist Paytons Freundin. Sie ist oft recht emotionslos, was ihr zugutekommt, als sie einen Lügendetektor-Test machen muss und ihn besteht, da sie keinerlei Nervosität oder Unruhe empfindet. Obwohl sie meist kühl und distanziert ist, kann sie manchmal auch ihre offene und warmherzige Seite zeigen. Während der Wahl behauptet sie öffentlich, eine Affäre zu haben, damit Payton so das Mitgefühl seiner Mitschüler erlangt. Allerdings ahnt er nicht, dass Alice tatsächlich seit mehreren Monaten eine Affäre mit Astrids Vater Theo hat. Sie trennt sich schließlich von Payton, als sie nach drei Jahren vor dem Traualtar steht und erfährt, dass Payton für den New Yorker Staatssenat kandidiert, verlässt sie ihren Verlobten, um Payton beizustehen.
- McAfee Westbrook ist ein Mitglied in Paytons Wahlkampfteam. Sie unterstützt ihn bedingungslos auch dann noch, als James und Alice schon eingesehen haben, dass seine Visionen wahrscheinlich nie in die Tat umgesetzt werden. Sie ist im Verhältnis zu den anderen Mitgliedern in Paytons Kampagne höflich und hilfsbereit, beispielsweise redet sie den haitianischen Austauschschüler Pierre Toussaint, dessen Stimme für die Wahl entscheidend sein könnte, im Gegensatz zu ihrem Kollegen James Sullivan mit seinem Vornamen an. McAfee ist meistens eher passiv und macht wie ihre Mitschülerin Skye Leighton des Öfteren auch höhnische Bemerkungen gegenüber anderen. Mit Skye hat sie eine Affäre, allerdings ist McAfees Sexualität nicht eindeutig. Als sie erfährt, dass Skye Payton töten wollte, ist sie schockiert und lehnt Skyes Angebot ab, unter Astrid Vizepräsidentin zu werden und zeigt sie stattdessen bei der Polizei an. Sie ist wie James auch sehr intelligent und geht nach ihrem Abschluss auf die Columbia University, wo sie bereits nach drei Jahren einen Double-Degree in Politikwissenschaften erhält.
- James Sullivan ist ebenfalls ein Mitglied in Paytons Wahlkampf-Team. Im Gegensatz zu McAfee unterstützt er Payton allerdings nicht blind und schreckt nicht davor zurück, ihn heftig zu kritisieren. So ahnt er beispielsweise früh, dass Infinity nicht wirklich krebskrank ist, und macht seinem Ärger Luft, als Paytons Beliebtheitswerte leiden, als die Wahrheit herauskommt. Er macht sich auch nicht selten über Payton lustig, als dieser ihn einmal belehrt, weil er nicht wie sonst zehn Minuten früher als geplant gekommen ist, kontert James, dass er sich einen Katheter zulegen wird, um nicht mehr auf die Toilette gehen zu müssen. Auch gegenüber seinen Mitschülern, die er meistens als unbedeutend abtut, ist James sehr offen und ausgesprochen unhöflich. Wie Payton und McAfee ist James auch überdurchschnittlich intelligent, er verlässt vermeintlich das Team, nachdem Payton herausfindet, dass er eine Affäre mit Alice hat, dies ist jedoch nur ein ausgeklügelter Plan, um Astrids Kampagne zu schwächen. James ist trans und wird des Öfteren für homosexuell gehalten, da seine Kleidung und Sprechweise Schwulen-Stereotypen entsprechen, allerdings ist er heterosexuell. Als Payton zurücktreten muss, verweigert ihm James seine weitere Unterstützung, wird dafür drei Jahre später sein Mitbewohner in New York.
- Skye Leighton ist zunächst Rivers, nach seinem Tod Astrids Running Mate. Skye identifiziert sich als nicht-binär, wird allerdings regelmäßig von Mitschülern mit weiblichen Pronomen angeredet, was ihr nichts auszumachen scheint. Skye schreckt nicht davor zurück, anderen sehr direkt ihre Meinung mitzuteilen, insbesondere gegenüber Astrid äußert sie sich unverblümt und höhnisch. Dafür liegt ihr das Wohl von Randgruppen in der Schule am Herzen, weswegen sie erst an Astrids Wahlkampf mitwirkt. Skye kann Payton nicht sehr gut leiden und bezeichnet ihn als Soziopathen. Als Astrid nach New York geht und so wertvolle Zeit für ihre Kampagne verliert, verlässt Syke ihr Team und unterstützt Paytons Wahlkampf. Später versucht sie, ihn mit Rattengift zu ermorden, wird überführt, erhält aber eine recht kurze Haftstrafe von mehreren Monaten. Als Skye nach drei Jahren aufgrund ihres schlechten Gewissens nach New York reist, um Payton wieder aufzubauen, scheint er über ihre milde Bestrafung erfreut zu sein, nimmt sie erneut in seinem Wahlkampf-Team auf und freundet sich sogar richtig mit ihr an. Skye hat eine Vorliebe für das Musical Guys and Dolls von Frank Loesser. Sie ist lesbisch und vom Auftreten sowie Erscheinungsbild her eher maskulin, weswegen sie dem typischen Bild einer Butch entspricht.
- Ricardo liebt seine Freundin Infinity über alles und ist geradezu besessen von ihr. Er ist deshalb äußerst eifersüchtig auf Payton, da er und Infinity aufgrund ihrer Wahlkampagne viel Zeit miteinander verbringen. Deswegen hat Infinitys Großmutter Dusty ein leichtes Spiel, als sie Ricardo davon überzeugen will, Payton umzubringen. Ricardo ist allerdings nicht sehr intelligent und bisweilen auch kindisch und unreif, weswegen ihm zunächst kein passender Plan einfällt. Als er erfährt, dass Infinity in dem Musical Assassins mitspielen will, will er ebenfalls für eine Rolle vorsprechen, obwohl sich sein Schauspiel- und Gesangstalent in Grenzen hält. Für seine Rolle studiert er die mit dem Musical in keinerlei Verbindung stehende Ilias, durch Philoktetes’ Tod kommt er auf die Idee, Payton zu erschießen. Dies schlägt zwar fehl, Ricardo wird aber nicht verdächtigt, bis er Infinity von seiner Tat erzählt. Als Astrid für einige Tage nach New York geht, folgt Ricardo ihr, wo die beiden mehrmals miteinander schlafen.
- Dusty Jackson ist Infinitys Großmutter und Erziehungsberechtigte. Sie stammt ursprünglich aus West Virginia und gibt sich nach außen hin nett, wenn auch etwas altmodisch. Allerdings ist Dusty in Wirklichkeit unhöflich, egoistisch und elitär. Sie leidet zudem unter dem Münchhausen-Stellvertreter Syndrom. Da sie völlige Kontrolle über Infinity haben und zudem ihre gespielte Fürsorge für ihre vermeintlich kranke Enkelin zu Schau stellen will, verabreicht sie dieser diverse Medikamente. Die Vergiftungserscheinungen gibt sie als Krebserkrankung aus, beispielsweise will sie in der ersten Folge so für die beiden in einem Restaurant einen Tisch reservieren lassen. Zudem wird stark angedeutet, dass Dusty Infinitys Mutter bleihaltige Tapetenfetzen ins Essen gemischt hat, weswegen diese an Nierenversagen starb, da ihre Tochter sich von ihr lossagen wollte. Dusty ist außerdem sehr homophob, sie ist laut eigener Aussage der Meinung, dass Schwule bis auf Halloween feiern und Analverkehr praktizieren nichts tun würden. Sie will Payton ermorden lassen, dieser überlebt aber den Anschlag auf sein Leben, weswegen Dusty am Ende der ersten Staffel verhaftet wird.
- Georgina Hobart ist Paytons Adoptivmutter. Sie heiratete den wesentlich älteren Keaton, als sie schon nicht mehr an die wahre Liebe glaubte, weswegen ihre Ehe nicht sehr glücklich verläuft. Georginas Kindheit war ebenfalls nicht sehr harmonisch, ihre Mutter vernachlässigte sie, da sie kaum Zeit für ihre Tochter hatte. Georgina wusste deswegen so wenig über ihre Mutter, dass sie ständig ihr Kindermädchen nach ihr fragen musste. Georgina ist wie Payton und River auch bisexuell und hat zahlreiche Affären, unter anderem mit Brigitte, der Reitlehrerin der Familie. Georgina hat neben Payton noch zwei leibliche Kinder, die Zwillinge Martin und Luther. Zu ihnen hat sie nicht wirklich ein gutes Verhältnis, da sie sie schlecht behandeln, sie bezeichnet sie als Soziopathen. Payton liebt sie dafür umso mehr und unterstützt ihn so gut es bei seiner Kampagne, auch wenn sein Ehrgeiz ihr bisweilen Angst macht. Als sie und Payton von Keaton enterbt werden, folgt Georgina Payton nicht nach New York, sondern macht sich auf eine Reise zur Selbstfindung, die sie in ein Kloster in Bhutan führt.

## Produktion
Die Idee zur Serie stammt von Ryan Murphy, Ian Brennan und Brad Falchuk, die sie auch produzieren und eigentlich für Murphys Stammsender FX entwickelten, allerdings endete vor der Ausstrahlung Murphys Vertrag mit diesem. Sowohl Prime Video als auch Hulu wollten die Serie zunächst erwerben und gaben mehrere Wochen lang Gebote ab, den Zuschlag erhielt schließlich Netflix, das die Serie bereits knapp ein Jahr vor der Ausstrahlung um eine zweite Staffel verlängerte.
Am 5. Februar 2018 gab Netflix bekannt, dass Ben Platt die Hauptrolle spielen wird und auch Barbra Streisand und Gwyneth Paltrow Rollen in der Serie erhalten sollen. Einige Monate später bestätigte Netflix die Besetzung mehrerer Hauptfiguren, unter anderem mit Zoey Deutch und Lucy Boynton. Im Oktober desselben Jahres wurde die Verpflichtung von Dylan McDermott bekannt gegeben. Einen Monat später verkündete Barbra Streisand in einem Interview mit dem The New Yorker, dass sie aus der Serie aussteige, um sich auf die Arbeit an ihrem neuen Album Walls zu konzentrieren, sie wurde schließlich durch Jessica Lange ersetzt, die bereits an den von Murphy erdachten Serien American Horror Story und Feud – Die Feindschaft zwischen Bette und Joan mitwirkte. Ende des Jahres sagte McDermott in einem Interview mit Sirius XM, dass January Jones in der Serie seine Ehefrau verkörpern werde. Im März 2019 gab Netflix bekannt, dass Judith Light und Bette Midler in Gastrollen in der Serie zu sehen sein werden.
Die Dreharbeiten fanden vor allem im Orange County und Los Angeles statt.

## Besetzung und Synchronisation
Die deutschsprachige Synchronisation der Serie wird bei der VSI Synchron nach einem Dialogbuch und unter der Dialogregie von Marianne Groß erstellt.

### Hauptfiguren
| Figur            | Darsteller       | Synchronsprecher                                         |
| ---------------- | ---------------- | -------------------------------------------------------- |
| Payton Hobart    | Ben Platt        | Jeremias Koschorz                                        |
| Infinity Jackson | Zoey Deutch      | Laura Elßel                                              |
| Astrid Sloan     | Lucy Boynton     | Yvonne Greitzke                                          |
| Keaton Hobart    | Bob Balaban      | Michael Pan                                              |
| River Barkley    | David Corenswet  | Ricardo Richter                                          |
| Alice Charles    | Julia Schlaepfer | Anne Helm                                                |
| McAfee Westbrook | Laura Dreyfuss   | Friederike Walke                                         |
| James Sullivan   | Theo Germaine    | Sebastian Fitzner                                        |
| Skye Leighton    | Rahne Jones      | Rubina Kuraoka                                           |
| Ricardo          | Benjamin Barrett | Tim Knauer                                               |
| Dusty Jackson    | Jessica Lange    | Traudel Haas                                             |
| Georgina Hobart  | Gwyneth Paltrow  | Katrin Fröhlich                                          |
| Dede Standish    | Judith Light     | Marianne Groß (Staffel 1) Isabella Grothe (ab Staffel 2) |
| Hadassah Gold    | Bette Midler     | Joseline Gassen                                          |

### Nebenfiguren
| Figur             | Darsteller          | Synchronsprecher         |
| ----------------- | ------------------- | ------------------------ |
| Andrew Cashman    | Ryan J. Haddad      | Konrad Bösherz           |
| Pierre Toussaint  | Kobi Kumi-Diaka     |                          |
| Martin Hobart     | Trevor Mahlon Eason | Tim Schwarzmaier         |
| Luther Hobart     | Trey Eason          | Max Felder               |
| Direktorin Vaughn | Natasha Ofili       | Eva Thärichen            |
| Kris              | B.K. Cannon         | Sarah Riedel             |
| Brigitte          | Martina Navratilova | Andrea Aust              |
| Theo Sloan        | Dylan McDermott     | Peter Flechtner          |
| Lisbeth Sloan     | January Jones       |                          |
| Tino McCutcheon   | Sam Jaeger          | Alexander Doering        |
| Marcus Standish   | Joe Morton          | Detlef Bierstedt         |
| William Ward      | Teddy Sears         | Florian Halm             |
| Sherry Dougal     | Jackie Hoffman      | Kerstin Sanders-Dornseif |
| Dr. Brandt        | Timothy Landfield   | Lutz Riedel              |

## Episodenliste

### Staffel 1
| Nr. (ges.) | Nr. (St.) | Deutscher Titel                        | Originaltitel                              | Regie                 | Drehbuch                                 |
| --- | --------- | -------------------------------------- | ------------------------------------------ | --------------------- | ---------------------------------------- |
| 1 | 1         | Pilot                                  | Pilot                                      | Ryan Murphy           | Ryan Murphy & Brad Falchuk & Ian Brennan |
| Payton Hobart, ein Schüler der Saint Sebastian High School in Santa Barbara, will auf der Harvard University aufgenommen werden, weswegen er mit einem Vertreter der Universität über seinen Wunsch spricht. Er erwähnt, sich für das Amt des Schülersprechers bewerben zu wollen, da sich so seine Chancen erhöhen würden, einmal Präsident der Vereinigten Staaten zu werden. Der Vertreter ist davon wenig beeindruckt, Payton wird auf die Warteliste gesetzt. Payton lebt in einer wohlhabenden Familie, deren Oberhaupt Georgina ist. Während seiner Kampagne in der Schule wird Payton von seinen Mitschülern James Sullivan, McAfee Westbrook und seiner Freundin Alice Charles unterstützt, erstere fungieren als seine Berater. Als er erfährt, dass River Barkley, ein beliebter Mitschüler, ebenfalls für das Amt kandidiert, reagiert er überrascht. Mit River, der ihn in Mandarin unterrichtet, ist Payton befreundet, sie hatten auch einmal eine kurze sexuelle Beziehung. Payton stellt ihn deswegen zur Rede, kurz darauf verübt River mit einer Waffe vor Payton Suizid, was diesen traumatisiert zurücklässt. Nach seinem Tod übernimmt Rivers Freundin Astrid Sloan seine Kandidatur und seine Running Mate, die nicht-binäre Afroamerikanerin Skye Leighton. Da Astrid für ihren Verlust Sympathie erhält, trennen sich Payton und Alice zum Schein vor ihren Mitschülern, damit auch Paytons Beliebtheitswerte steigen. Payton engagiert wenig später die krebskranke Infinity Jackson als Running Mate, allerdings sagt ihm Andrew Cashman, ein nicht sehr angenehmer Mitschüler, dass Infinity gar nicht wirklich krank sei, was Payton nicht glauben möchte. |           |                                        |                                            |                       |                                          |
| 2 | 2         | Die Harrington-Kommode                 | The Harrington Commode                     | Brad Falchuk          | Ryan Murphy & Brad Falchuk & Ian Brennan |
| Georgina beichtet ihrem Ehemann Keaton, dass sie in ihre Reitlehrerin Brigitte verliebt sei und die Scheidung will. Daraufhin stürzt sich Keaton aus dem Fenster, überlebt aber und wird im Krankenhaus in ein künstliches Koma versetzt. Seine leiblichen Söhne Martin und Luther wollen eine Klausel in seinem Ehevertrag nutzen, um Alleinerben seines Vermögens zu werden. Payton erfährt zufällig davon und plant mit seinem Adoptiv-Vater, der wieder aufgewacht ist, die beiden auf frischer Tat zu ertappen. Martin und Luther wollen Keaton ersticken, was dieser vereitelt und sie aus seinem Testament entfernt. In der Zwischenzeit organisiert Payton auf einen Vorschlag von McAfee hin eine Blutspendenaktion. Dadurch erhält er Infinitys Blut, wodurch sich zeigt, dass Andrew die Wahrheit gesagt hat. Es stellt sich heraus, dass Infinity absichtlich von ihrer Großmutter Dusty krank gemacht wird. |           |                                        |                                            |                       |                                          |
| 3 | 3         | October Surprise                       | October Surprise                           | Janet Mock            | Ryan Murphy & Brad Falchuk & Ian Brennan |
| Payton trifft sich erneut mit Harvard-Vertretern, die ihm erklären, dass er von der Warteliste entfernt wird, wenn er der Universität eine Millionenspende für eine neue Fakultät zukommen lässt. Payton antwortet aber selbstsicher, dass er Harvard nicht brauche, weswegen er von den verblüfften Vertretern einen bedingungslosen Studienplatz erhält. Erfreut will er Alice davon erzählen, erwischt sie aber in flagranti mit James. Allerdings zeigt sich, dass dies nur eine Finte ist, da James Astrid und Skye mit der vermeintlichen Affäre bei einer Wahlkampf-Veranstaltung lächerlich macht. Kurz darauf erhält Astrid von Infinitys besitzergreifendem Freund Ricardo ein Videoband, das Payton schlecht machen soll. Auf diesem ist zu sehen, wie Infinity einen homosexuellen Reporter als „Arschficker“ bezeichnet. Nach der Veröffentlichung wirft Payton Infinity aus seinem Team. Diese trennt sich deswegen von Ricardo, worauf er bei Astrid einbricht und sie augenscheinlich entführt. |           |                                        |                                            |                       |                                          |
| 4 | 4         | Gone Girl – Das perfekte Opfer         | Gone Girl                                  | Helen Hunt            | Ryan Murphy & Brad Falchuk & Ian Brennan |
| Payton erzählt Infinity, dass wahrscheinlich ihre Großmutter für ihren schlechten Gesundheitszustand verantwortlich ist. Infinity konfrontiert Dusty beim Abendessen mit ihrem Verdacht, wodurch es zum Streit zwischen den beiden kommt. Infinity verlässt schließlich wütend das Esszimmer, was der herrschsüchtigen Dusty äußerst missfällt. Am nächsten Tag wird in der ganzen Schule über Astrids Entführung gesprochen, allerdings erfährt der Zuschauer, dass Astrid nur vor ihrem Elternhaus davongelaufen ist und Ricardo überredet hat, mit ihr zu kommen. Payton wird von der Polizei verhört, da er verdächtigt wird, etwas mit Astrids Entführung zu tun zu haben oder sie sogar ermordet zu haben. Er darf gehen, als Georgina und Keaton auftauchen und den Beamten bestechen. Etwas später kehrt Astrid nach Hause zurück und erklärt ihrer aufgebrachten Mutter LisBeth, dass sie nur einmal aus ihrem Alltag fliehen wollte, allerdings reagiert LisBeth mit Unverständnis und schimpft mit ihr. Unterdessen wird Skye mit Astrids Kampagne immer unzufriedener, weswegen sie Paytons Team beitreten will. Später besucht McAfee sie zuhause und hat mit ihr Sex. |           |                                        |                                            |                       |                                          |
| 5 | 5         | Der Wähler                             | The Voter                                  | Ian Brennan           | Ryan Murphy & Brad Falchuk & Ian Brennan |
| Am Wahltag geben Paytons und Astrids Teams alles, um unentschlossene Schüler, die sie per Algorithmus bestimmt haben, für ihren Kandidaten zu gewinnen. Einem dieser Schüler, Elliot Beachman, ist die Wahl an sich gleichgültig. Er sieht Schülerinnen hinterher, als er von einem Mitglied aus Astrids Team angesprochen wird, schlägt James ins Gesicht, als er von diesem genervt wird, und beschäftigt sich während der letzten Debatte lieber mit seiner E-Zigarette. Bei dieser wird Skye offiziell zu Paytons neuer Running Mate erklärt, die Astrid scharf kritisiert. Astrid erklärt daraufhin den haitianischen Schüler Pierre Toussaint zu ihrem Running Mate, als Infinity und Ricardo den Saal betreten, letztere verkündet, dass Payton ihre Krankheit für seine Zwecke missbraucht hat und dass Astrid während ihres Aufenthalts in New York mit Ricardo geschlafen hat. Danach führt Payton mit Elliot ein Gespräch unter vier Augen und will ihn überzeugen, für ihn zu stimmen. Als Elliot sich gerade einen Wahlzettel holen will, bekommt er mit, wie Georgina kritisiert, dass eine Schülerin nicht wählen darf, nur weil sie ihren Schülerausweis vergessen hat. Deswegen verlässt er das Gebäude, ohne seine Stimme abzugeben. |           |                                        |                                            |                       |                                          |
| 6 | 6         | Der Anschlag auf Payton Hobart         | The Assassination of Payton Hobart: Part 1 | Gwyneth Horder-Payton | Ian Brennan                              |
| Es ist immer noch Wahltag, als Astrid Payton eröffnet, ihre Kandidatur zurückzuziehen. Dadurch wird er automatisch zum Schülersprecher, allerdings ist er enttäuscht, da er seinen Erfolg nicht genießen kann, weil er nicht selbst dafür etwas getan hat. Aus diesem Grund bröckelt sein Selbstvertrauen, weswegen es ihm nicht gelingt, seine Wahlversprechen um- und neue Initiativen durchzusetzen. Deswegen will Skye ihn aus dem Weg räumen. Gemeinsam mit McAfee backt sie für ihn einen Cupcake, der, was McAfee nicht weiß, mit Rattengift versetzt wurde, wodurch Payton krank wird, allerdings nicht stirbt. Währenddessen zieht Infinity zu Dustys Entsetzen aus, weswegen letztere Ricardo damit beauftragt, Payton zu töten, da sie ihm dafür die Schuld gibt. Ricardo tunkt ein Luftgewehr-Geschoss in die Eingeweide eines toten Eichhörnchens und schießt damit auf Payton, damit dieser einer Sepsis erliegt. |           |                                        |                                            |                       |                                          |
| 7 | 7         | Der Anschlag auf Payton Hobart: Teil 2 | The Assassination of Payton Hobart: Part 2 | Gwyneth Horder-Payton | Ian Brennan & Brad Falchuk               |
| Einige von Paytons unlauteren Methoden während seines Wahlkampfs kommen ans Licht, weswegen er gezwungen ist, sein Amt zu räumen und durch Skye ersetzt wird. Zudem wurde sein eigentlich schon sicherer Studienplatz in Harvard wieder aufgehoben. Skye bietet McAfee an, ihre Stellvertreterin zu werden, allerdings sagt ihr diese, dass sie von dem Rattengift in Paytons Cupcake wusste, und lässt sie verhaften. In der Zwischenzeit erfährt Keaton von Georginas Vorhaben, mit ihrer ehemaligen Liebhaberin Brigitte durchzubrennen, weswegen er eine gemeinsame Einigung geltend macht, wonach sie und Payton aus seinem Testament entfernt werden, wenn sie noch eine einzige weitere Affäre hat. Payton wird plötzlich schwer krank, allerdings erfährt Infinity von Ricardo selbst von seinem Anschlag auf Payton, was sie den Ärzten mitteilt, die Paytons Leben retten können. Infinity und Ricardo observieren daraufhin Dustys Haus, als Dusty sie in der Dunkelheit sieht, hält sie sie für Einbrecher und schießt Ricardo versehentlich an. Dieser erklärt sich bereit, Dusty für ihre begangen Straftaten bei der Polizei anzuzeigen, unter anderem für ihre Vergiftung von Infinitys Mutter, woran diese starb. Kurz darauf wird Dusty verhaftet. Unterdessen verlassen Alice und James Paytons Team, während Astrid ihren Vater Theo für seinen Überweisungsbetrug beim FBI meldet und er daraufhin festgenommen wird. Am Ende der Folge fahren Payton und Georgina zum Bahnhof, Georgina verabschiedet sich unter Tränen von ihrem Adoptiv-Sohn und steigt in einen Zug.                                                                                           |           |                                        |                                            |                       |                                          |
| 8 | 8         | Vienna                                 | Vienna                                     | Brad Falchuk          | Brad Falchuk                             |
| Drei Jahre nach den Ereignissen rund um Paytons Kandidatur geht dieser auf die New York University und teilt sich mit James ein Zimmer. Er arbeitet als Sänger in einer Cocktailbar und ist schwerer Alkoholiker. Er erhält Besuch von Skye und Infinity, die sich mit ihm in der Zwischenzeit versöhnt haben. McAfee, die bereits nach drei Jahren ihr Studium der Politikwissenschaften an der Columbia University abgeschlossen hat, fängt derweil als Praktikantin bei Dede Standish an, der obersten Senatorin New Yorks. Da Dede seit Jahren keinen ernstzunehmenden Gegner hatte, ist ihre aktuelle Wahlkampagne stark veraltet. Deswegen tritt McAfee in Kontakt mit James, die beiden stellen ein Programm für Payton zusammen, das sich auf den schlechten Zustand der Metropolitan Transportation Authority fokussiert. Als sie dies Payton präsentieren, zögert er. Er besucht Alice, die in ein paar Stunden heiraten wird, später erscheint ihm der Geist von River, der ihn überzeugt, zu kandidieren. Als Payton in sein Studentenwohnheim zurückkehrt, wird er dort von James, McAfee, Skye, Alice, die nicht mehr heiraten will, und Astrid empfangen. Letztere arbeitet als Kellnerin für einen Catering-Service. Bei einer Veranstaltung hat sie mitbekommen, dass Dede in einer Vielehe lebt, was Payton in die Hände spielen dürfte. Durch die Unterstützung seiner Freunde und ehemaligen Konkurrentin entschließt sich Payton schließlich, für den Senat des Bundesstaats zu kandidieren. |           |                                        |                                            |                       |                                          |
| Am 27. September 2019 wurden alle Folgen der Staffel gleichzeitig bei Netflix veröffentlicht. |           |                                        |                                            |                       |                                          |

### Staffel 2
| Nr. (ges.)                                                                               | Nr. (St.) | Deutscher Titel            | Originaltitel          | Regie                 | Drehbuch                                |
| ---------------------------------------------------------------------------------------- | --------- | -------------------------- | ---------------------- | --------------------- | --------------------------------------- |
| 9                                                                                        | 1         | Die Wahlbeteiligung zählt  | New York State of Mind | Brad Falchuk          | Ryan Murphy, Brad Falchuk & Ian Brennan |
| 10                                                                                       | 2         | Bewusste Entflechtung      | Conscious Unthroupling | Gwyneth Horder-Payton | Brad Falchuk & Ian Brennan              |
| 11                                                                                       | 3         | Kultur des Schlussmachens  | Cancel Culture         | David Petrarca        | Ryan Murphy, Brad Falchuk & Ian Brennan |
| 12                                                                                       | 4         | Der Glückstreffer          | Hail Mary              | Tamra Davis           | Brad Falchuk & Ian Brennan              |
| 13                                                                                       | 5         | Die Wählerinnen und Wähler | The Voters             | Ian Brennan           | Ian Brennan                             |
| 14                                                                                       | 6         | Was ist in der Wahlurne?   | What’s in the Box?     | Tina Mabry            | Brad Falchuk & Ian Brennan              |
| 15                                                                                       | 7         | Wahltag                    | Election Day           | Gwyneth Horder-Payton | Ian Brennan & Brad Falchuk              |
| Am 19. Juni 2020 wurden alle Folgen der Staffel gleichzeitig bei Netflix veröffentlicht. |           |                            |                        |                       |                                         |

## Rezeption
In der Internet Movie Database erreichte die Serie eine Bewertung von 7,5 von zehn Sternen basierend auf 17.878 abgegebenen Stimmen. Auf Rotten Tomatoes erhielt die erste Staffel eine Kritiker-Bewertung von 58 Prozent basierend auf 90 Kritiken und einen Zuschauer-Wert von 86 Prozent basierend auf 795 Stimmen. Die zweite Staffel erreichte bei den Kritikern 40 Prozent basierend auf 20 Kritiken sowie einen Zuschauer-Wert von 75 Prozent bei 199 Stimmen. Bei Metacritic ergab sich für die erste Staffel ein durchschnittlicher Kritiker-Wert von 66 aus 100 basierend auf 32 Kritiken sowie eine Zuschauer-Wertung von 6,6 von zehn basierend auf 39 Wertungen. Bei der zweiten Staffel betrug die Kritiker-Wertung 45 bei neun Kritiken, die Zuschauer-Bewertung 7,4 bei 26 Wertungen. (Stand: 3. Januar 2021)
Matthias Hannemann bezeichnete die Serie in der Frankfurter Allgemeinen Zeitung als „Soap-Klamotte“ mit für das Genre Polit-Satire zu harmlosen Gags, zudem würden intelligente Anspielungen auf reale Themen durch überflüssige Erklärungen ihren Zauber verlieren. Auch die High-School-Umgebung werde übertrieben dargestellt, allerdings sei The Politician aufgrund der Schauspieler doch sehenswert. Selbst eher langweilige Szenen würden dank Ben Platts ernsten, zur Situation eigentlich unpassenden Blicken unterhaltsam, was durch die charakterlich ähnlichen Nebenfiguren noch verstärkt werde. Für Swantje Kubillus im Der Spiegel stachen Jessica Lange, Gwyneth Paltrow und Martina Navratilova in ihren Rollen heraus, während Ryan Murphy geschickt universelle Teenager-Sorgen im Jahr 2019 aufgreife. Lucy Mangan äußerte sich im The Guardian ebenfalls positiv über die Darsteller, Ben Platt wechsle mühelos zwischen Aufrichtigkeit und Arglist, neben den Newcomerinnen Julia Schlaepfer und Lucy Boynton sei vor allem Lange in ihrer Rolle großartig. Zudem sei in der Serie nichts so, wie es auf den ersten Blick scheine, nach der Konstruktion der Figuren würden ihre Persönlichkeiten wieder abgerissen und genauer unter die Lupe genommen, weswegen die Handlung genial und nachhaltig beeindruckend sei. Sophie Gilbert kritisierte in der The Atlantic den ihrer Ansicht nach hölzernen Protagonisten, die nichtssagende Behandlung von schwierigen Themen, die wenigen wirklich emotionalen Szenen seien zudem zu oberflächlich. Ben Platt halte die Serie als einziger Darsteller zusammen, weil er seine roboterhafte Figur vermenschliche, während beispielsweise Lange wie eine übertriebene Parodie von Dee Dee aus The Act spiele. Ben Travers von IndieWire bezeichnete The Politician als leere Charakterstudie, in der es eigentlich um Intrigen und Melodramen statt Politik gehe. Sie funktioniere zwar als reine Unterhaltung in Form eines recht sehenswerten Jugenddramas, allerdings büße sie deshalb auch an Schärfe und interessanten Figuren ein. Obwohl Emily Todd VanDerWerff von Vox der Serie vorwarf, ein Durcheinander mit starken Ton-Schwankungen und schnell verworfenen Handlungssträngen zu sein, bescheinigte sie ihr gleichzeitig Tiefgründigkeit. Die Serie sei letztendlich zwar ein schwacher politischer Kommentar, aber ein gutes Abbild einer Gesellschaft, in der vor allem queere Personen ihrer Andersartigkeit unterdrücken müssen, um vollständig akzeptiert zu werden.

## Nominierungen (Auswahl)
GLAAD Media Award 2020
- Nominierung: Beste Drama-Fernsehserie

Golden Globe Awards 2020
- Nominierung: Beste Fernsehserie – Komödie oder Musical
- Nominierung: Bester Hauptdarsteller in einer Fernsehserie – Komödie oder Musical, für Ben Platt

Primetime-Emmy-Verleihung 2020
- Nominierung: Beste Gastdarstellerin in einer Fernsehserie – Komödie, für Bette Midler
- Nominierung: Beste Kostüme in einer Fernsehserie, für Lou Eyrich, Claire Parkinson, Lily Parkinson und Nora Pederson
- Nominierung: Beste Frisuren in einer Fernsehserie, für Chris Clark, Natalie Driscoll und Havana Prats
- Nominierung: Beste Gestaltung einer Titelsequenz, für Heidi Berg, Felix Soletic, Carlo Sa, Yongsub Song, Joe Paniagua und Rachel Fowler
- Nominierung: Beste Maske, für Autumn Butler, Caitlin Martini Emery, Debra Schrey und Emma Burton